# Vuk II. Krsto Frankapan
Vuk II. Krsto Frankapan Tržački (?, oko 1578. ? - ?, prije 13. svibnja 1652.), hrvatski grof, general i zapovjednik Hrvatske i Primorske krajine iz velikaške obitelji Frankapan.
Vuk II. Krsto Frankapan bio je sin ogulinskog kapetana i grofa Gašpara I. Frankapana Tržačkog i Katarine rođ. Lenković, kćeri Ivana Lenkovića i sestre karlovačkog generala Jurja Lenkovića.
Školovao se u Ljubljani i Italiji. Od rane mladosti bio je časnik u Vojnoj krajini. Isprva je bio kapetan u Tounju i Ogulinu te zapovjednik je tvrđave Modruš od 1612. godine, a imenovan je i kapetanom Vlaha (cesarove svitlosti general i kapetan ogulinski, gojmirski i vsih Vlahov).  Tijekom Uskočkog rata (1615. – 1617.) ratovao je protiv Mlečana na području Kvarnera, Istre, Furlanije i Goričke, prilikom čega se 1615. godine, odlikovao osobnim junaštvom. Kapetan ogulinski je od 1618., potpukovnik senjski od 1620., a general karlovački postao je 1626. godine. Porazio je tursku vojsku kod Karlovca1626. i 1627. godine.
Nadživio je svoja dva brata, Jurja III. i Nikolu IX., koji je neko vrijeme bio hrvatski ban. Kad je Nikola IX. 1647. godine umro bez potomaka, naslijedio je Vuk njegova imanja. Uz posjede Frankapana - Bosiljevo, Severin na Kupi, Zvečaj na Mrežnici, Novigrad na Dobri, Črnomelj (u Sloveniji), Novi Vinodolski i Tržac - stekao je Vuk Frankopan i posjede u križevačkoj županiji, koje mu je u miraz donijela njegova prva žena Jelena, kćer hrvatskog podbana Stjepana Berislavića. Od grofa Edlinga kupio je 1634. godine imanje Brešce u Štajerskoj.
Prva žena Jelena rodila mu je sina Gašpara II., koji je umro 1651. godine, kao kapetan ogulinski. Druga žena, Uršula grofica Inkofer, rodila mu je sina Jurja IV. Tržačkog (umro 1661. u Karlovcu, kao krajiški podgeneral) i kćer Katarinu, koja se 1641. godine udala za grofa Petra Zrinskog, a umrla je 1673. godine u Grazu.
Nakon smrti druge žene, vjenčao se Vuk Frankopan s Dorom (rođ. Haller), udovicom baruna Paradeisera. Ona mu je rodila sina Frana Krstu Frankopana.